# Gante-Wevelgem 2002
La Gante-Wevelgem 2002 fue la 64.ª edición de la carrera ciclista Gante-Wevelgem y se disputó el 10 de abril de 2002 sobre una distancia de 208 km.
El vencedor fue el italiano Mario Cipollini (Acqua & Sapone), en lo que es la tercera y última victoria del italiano en esta prueba. Cipollini se impuso fácilmente en un esprint protagonitzado por cuatro ciclistas que llegaron destacados en meta. Los estadounidenses Fred Rodriguez (Domo-Farm Frites) y George Hincapie (US Postal), completaron el podio. 

## Clasificación final
| Posición | Ciclista         | Equipo            | Tiempo     |
| -------- | ---------------- | ----------------- | ---------- |
| 1        | Mario Cipollini  | Acqua & Sapone    | 4h 39' 00" |
| 2        | Fred Rodriguez   | Domo-Farm Frites  | m. t.      |
| 3        | George Hincapie  | US Postal         | m. t.      |
| 4        | Hendrik Van Dyck | Palmans-Collstrop | m. t.      |
| 5        | Martin Hvastija  | Alessio           | + 10".     |
| 6        | Robert Hunter    | Mapei-Quick Step  | + 1' 29"   |
| 7        | Tom Boonen       | US Postal         | + 1' 29"   |
| 8        | Erik Zabel       | Team Telekom      | + 1' 29"   |
| 9        | Tristan Hoffman  | CSC-Tiscali       | + 1' 29"   |
| 10       | Johan Museeuw    | Domo-Farm Frites  | + 1' 29"   |